# Tenterden
Tenterden est une ville et une paroisse civile du Kent, en Angleterre.